# 堀直治
堀 直治（ほり なおはる、生年不明-正徳2年2月28日（1712年4月3日））は江戸時代中期から後期の旗本。堀直昭を祖とする須坂藩主家堀氏分家の3代目当主。初め熊本藩士佐久間半之丞の養子。諱は直治（堀氏時代）。通称は平右衛門。隠居号は眞浄。父は堀直昭。母は大草高正の娘。正室は佐久間半之丞の娘。養子は堀直方（沢村宇右衛門の子）。実子は娘（堀直方の正室）。

## 生涯
直昭の次男として出生。当初は熊本藩士の佐久間半之丞の婿養子となる。なお、父の従兄弟である堀舎人も熊本藩士となっている。なお、熊本藩士時代の元禄2年（1689年）に孫の平八郎（のちの堀直知）が出生している。
元禄5年（1692年）に甥の堀直持が廃嫡となったことで旗本堀家に戻り、兄の堀直依の養子となり、元禄6年（1693年）に徳川綱吉への初御目見えを済ます。
元禄6年12月9日（1694年1月6日）に書院番士となり、翌元禄7年（1694年）に兄の家督を継ぐ。
のちに書院番士を辞して小普請となり、宝永2年7月晦日（1705年9月17日）に熊本藩士沢村右衛門の子で婿養子の直方に跡を譲って隠居、眞浄と号する。
正徳2年（1712年）に死去。法名は眞浄。葬所は旗本堀家の代々の墓所である浅草西福寺。